# Roger Vailland
Roger Vailland (1907 - 1965) fou un escriptor francès.

## Llista d'obres
| - Drôle de jeu, premi Interallié, 1945 - Les Mauvais coups, 1948 - Cicle de novel·les L'Homme nouveau: - Bon pied, bon œil, 1950 - Un Jeune homme seul, 1951 - Beau masque, 1954 - 325 000 francs, 1955 - La Loi, premi Goncourt 1957 - La Fête, 1960 - La Truite, 1964 - Héloïse et Abélard, premi Ibsen, 1947 - Le Colonel Foster plaidera coupable, 1952 - Monsieur Jean, 1959 - Batailles pour l'humanité, 1954 - Appel à Jenny Merveille, 1948, - Revue Entretiens, extractes de La bataille de Denain (peça inacabada), 1970 - Quelques réflexions sur la singularité d'être français, 1946 - Esquisse pour un portrait du vrai libertin, 1946 - Le Surréalisme contre la révolution, 1948 - Expérience du drame, 1953 - Laclos par lui-même, 1953 - Éloge du Cardinal de Bernis, 1956 - Les Pages immortelles de Suétone, 1962 - Le Regard froid : réflexions, esquisses, libelles, 1945-1962, 1963 | Viatges - Boroboudour, voyage à Bali, Java et autres îles, 1951 - Choses vues en Égypte, 1952 - La Réunion, 1964 - L'ensemble des 3 voyages, 1981 Prefacis i postfacis - Les Liaisons dangereuses, Choderlos de Laclos. París, Club du Livre du Mois, 1955 - Les Mémoires de Casanova, París, Club du Livre du Mois, 1957 - Tableaux des mœurs du temps dans les différents âges de la vie, C.P.J. de Crébillon, París, Cercle du Livre précieux, 1959 - Les Pléïades, de Gobineau. París, Le Livre de Poche, 1960 - Sur Manon Lescaut, Éditions Lucien Mazenod, 1967 Altres - Un homme du peuple sous la Révolution (amb Raymond Manevy), fulletó, 1937 - Suède 1940, 1940 - Corresponsalia de guerra (1944-45): - La dernière bataille de l'armée De Lattre, 1945 - La bataille d'Alsace, 1945 - Léopold III devant la conscience belge, 1945 - Le héros de roman, conferència, 1952 - Écrits intimes, 1968 - Lettres à sa famille, 1972 - Le Saint Empire, 1978 - Les Écrits journalistiques: - Chronique des années folles à la Libération : 1928-1945, 1984 - Chronique d'Hiroshima à Goldfinger : 1945-1965, 1984 - La visirova, 1986 - L'épopée du Martin-Siemens, 1991 - Cortès, le conquérant de l'Eldorado, 1992 - N'aimer que ce qui n'a pas de prix, 1995 - Les hommes nus, novel·la escrita el 1924-25, 1996 |